# Sojoez TMA-10
Sojoez TMA-10 (Russisch: Союз ТМА-10) was een Sojoez-missie, die 3 bemanningsleden vervoerde naar het International Space Station (ISS). De missie begon op 7 april 2007 om 17:31:09 UTC met de lancering vanop Baikonoer Kosmodroom op de top van de Sojoez raket. Het ruimteschip bleef tijdens de missie aan het International Space Station als een eventuele reddingsschip, en is gepland om op 21 oktober 2007 terug te keren naar de aarde, waar het wordt vervangen door de Sojoez TMA-11. Sojoez TMA-10 vervoerde 2 bemanningsleden van de ISS Expeditie 15 en een ruimtetoerist. Het koppelde op 9 april 2007 om 22:10 UTC, aan het International Space Station na een vlucht van twee dagen. De twee Russische bemanningsleden blijven in het ruimtestation tot 21 oktober 2007. Ruimtetoerist Charles Simonyi keerde terug naar aarde aan boord van de Sojoez TMA-9 op 21 april.

## Bemanning

### Gelanceerd en gelandISS Expeditie 15bemanning
- Oleg Kotov Sojoez Bevelhebber, ISS Vlucht Ingenieur -  Rusland
- Fjodor Joertsjichin ISS Bevelhebber,Vlucht Ingenieur -  Rusland

### Gelanceerd
- Charles Simonyi (1) Ruimtetoerist -  Hongarije /  Verenigde Staten

### Geland
- Sheikh Muszaphar Shukor (1) Onderzoeksastronaut -  Maleisië

## Reservebemanning
- Roman Romanenko Bevelhebber -  Rusland
- Michail Kornijenko Vluchtingenieur -  Rusland

## Gekoppeld aan het ISS
- Gekoppeld aan het ISS: 9 april, 2007,22:10 UTC (aan de Zvezda module)
- Afgekoppeld van het ISS: 21 oktober, 2007, 07:17 UTC (van de Zarya module)